# Médaille commémorative Rutherford
Pour les articles homonymes, voir Médaille Rutherford.
La médaille commémorative Rutherford est remise par la Société royale du Canada depuis 1980. Cette récompense est remise à la mémoire d'Ernest Rutherford éminent scientifique et chef de file en recherche nucléaire.
La médaille est remise annuellement à deux lauréats pour des recherches éminentes en physique et en chimie.

## Lauréats

### Chimie
- 1980 - G. Michael Bancroft
- 1981 - Diethard K. Böhme
- 1982 - Geoffrey Ozin
- 1983 - Juan C. Scaiano
- 1984 - R. J. Le Roy
- 1985 - Stephen C. Wallace
- 1986 - David Griller
- 1987 - Grenfell N. Patey
- 1988 - Raymond J. Andersen
- 1989 - Peter Hackett
- 1990 - Michael D. Fryzuk
- 1991 - Robert H. Morris
- 1992 - James D. Wuest
- 1993 - Stephen G. Withers
- 1994 - Mark Lautens
- 1995 - Todd B. Marder
- 1996 - Ian Manners
- 1997 - R. J. Dwayne Miller
- 1998 - Benoît Roux
- 1999 - Danial D. M. Wayner
- 2000 - Suning Wang
- 2001 - Warren Piers
- 2002 - André B. Charette
- 2003 - Liang Li
- 2004 - Andrew Woolley
- 2005 - Jillian M. Buriak
- 2006 - Molly Shoichet
- 2007 - Gregory D. Scholes
- 2008 - Peter Tieleman
- 2009 - Dennis Hall et Keith Fagnou (à titre posthume)
- 2010 - Andrei Yudin
- 2011 - Federico Rosei
- 2012 - John Paul Pezacki
- 2013 - Mark J. Maclachlan
- 2014 - Paul Ayers
- 2015 - Robert Campbell
- 2016 - Curtis Berlinguette
- 2017 - Zhongwei Chen
- 2018 - Tomislav Friscic
- 2019 - Dwight Seferos
- 2020 - Erin Johnson
- 2021 - Fiorenzo Vetrone
- 2022 - Aiping Yu
- 2023 - Emily Cranston

### Physique
- 1980 - Malcolm J. Stott
- 1981 - John C. Hardy
- 1982 - William G. Unruh
- 1983 - David J. Rowe
- 1984 - Penny G. Estabrooks
- 1985 - John J. Simpson
- 1986 - William J. L. Buyers
- 1987 - A. John Berlinsky
- 1988 - Claude Leroy
- 1989 - Nathan Isgur
- 1990 - Scott Tremaine
- 1991 - Ian K. Affleck
- 1992 - François Wesemael
- 1993 - John W. Hepburn
- 1994 - Michael L. W. Thewalt
- 1995 - David B. MacFarlane
- 1996 - Pekka K. Sinervo
- 1997 - Nicholas Kaiser
- 1998 - Martin Grant
- 1999 - Robert A. Wolkow
- 2000 - Jerry X. Mitrovica
- 2001 - Matthew W. Choptuik
- 2002 - Christopher Thompson
- 2003 - Misha Ivanov
- 2004 - Sajeev John
- 2005 - Peter Grütter
- 2006 - Aephraim M. Steinberg
- 2007 - Victoria Michelle Kaspi
- 2009 - Barth Nettlefield
- 2010 - Kari Dalnoki-Veress
- 2011 - Freddy A. Cachazo
- 2012 - Guy Moore
- 2013 - Ray Jayawardhana
- 2014 - Sara Ellison
- 2015 - Aashish Clerk
- 2016 - François Légaré
- 2017 - Ingrid Stairs
- 2018 - Alexandre Blais
- 2019 - Paul François
- 2020 - Jens Dilling
- 2021 - Jo Bovy
- 2022 - Daryl Haggard
- 2023 - Ebrahim Karimi